# Veine colique droite
La veine colique droite (ou veine colique droite supérieure, veine de l’angle droit du côlon) draine tout le territoire veineux de l’angle droit du côlon. Elle voyage de droite à gauche dans la racine du mésocôlon transverse  avec son artère correspondante, l'artère colique droite, et s'abouche dans la veine mésentérique supérieure. 